# Siebenhirten (metropolitana di Vienna)
Siebenhirten è una stazione della linea U6 della metropolitana di Vienna situata nel 23º distretto. È il capolinea meridionale della linea.

## Storia
La stazione è stata inaugurata nel 1995 come parte del prolungamento della linea metropolitana U6 da Bahnhof Meidling, utilizzando parte del percorso dell'ex linea 64 del tram di Vienna, che in precedenza correva su questa linea.

## Descrizione
La stazione si trova sopra Ketzergasse, tra Dr.-Hanswenzel-Gasse e Porschestraße, non lontano dai confini della città di Vienna. A ovest della stazione si trova la zona industriale di Liesing e a est il complesso residenziale di Wienerflur.
La costruzione è stata progettata da Johann Georg Gsteu che, come per l'architettura di tutte le stazioni del prolungamento sud della U6, ha utilizzato una nuova tecnologia di forgiatura delle lastre di alluminio trapezoidali (il processo di imbutitura), che ha permesso di realizzare forme ondulate e archi di varia forma. La combinazione di calcestruzzo smaltato blu e vetro conferisce alla stazione un effetto segnaletico e le torri degli ascensori sormontate da grandi cilindri metallici costituiscono un elemento caratteristico.

## Ingressi
- Wienerflur
- Ketzergasse